# 斯卡里夫戰役
斯卡里夫战役（英語：Battle of Scarif），是电影星战系列的一个故事情节，发生在电影《侠盗一号》中。斯卡里夫这个星球隐藏着死星蓝本的机密。义军同盟情报部门截获的信息，科学家盖伦·厄索参与建设死星时留下了死星的弱点。蒙·莫思马选中了盖伦·厄索的女儿琴·厄索做偷取死星设计图的人选，于是她冲破阻力，集结了一支小组取名“侠盗一号”，共同执行这次特别任务。小队顺利通过护盾门的检测，在潜入斯卡里夫不久，就和帝国军队发生战斗，拉杜斯上将率领大批义军同盟的战机赶来支援，战事迅速扩大，在斯卡里夫星球上和宇宙空间惨烈的进行着。战役的最后，西斯尊主达斯·维德强势介入，义军同盟伤亡惨重，“侠盗一号”小队全部阵亡，斯卡里夫基地也被塔金下令用死星摧毁，但是死星设计图被小队成功窃取，送至莉娅公主手中，为后来击败银河帝国打下坚实的基础。斯卡里夫战役是银河内战中第一场重大战役，标志着义军同盟为恢复共和国和银河帝国爆发大规模战争开始。